# Madisonville (Kentucky)
Madisonville is een plaats (city) in de Amerikaanse staat Kentucky, en valt bestuurlijk gezien onder Hopkins County.

## Demografie
Bij de volkstelling in 2000 werd het aantal inwoners vastgesteld op 19.307.
In 2006 is het aantal inwoners door het United States Census Bureau geschat op 19.303, een daling van 4 (0.0%).

## Geografie
Volgens het United States Census Bureau beslaat de plaats een oppervlakte van
48,0 km², waarvan 46,1 km² land en 1,9 km² water.

## Plaatsen in de nabije omgeving
De onderstaande figuur toont nabijgelegen plaatsen in een straal van 20 km rond Madisonville.

## Geboren in Madisonville
- Terry Bisson (1942-2024), schrijver